# Jörg Müller
Jörg Müller (ur. 3 września 1969 roku w Kerkrade) – niemiecki kierowca wyścigowy, obecnie jeżdżący w zespole BMW Team RLL w serii American Le Mans Series.
W 1989 roku Müller zdobył mistrzostwo Niemieckiej Formuły Opel Lotus oraz Europejskiej Formuły Ford 1600.
W 1993 roku Müller wygrał zawody o Grand Prix Makau. W 1994 roku triumfował w Niemieckiej Formule 3. W roku 1996 w zespole RSM Helmut Marko Lola-Zytek został mistrzem Formuły 3000, w tym samym roku, jeżdżąc BMW, wygrał wraz z Niemcem Alexandrem Burgstallerem oraz Belgiem Thierrym Tassinem zawody o 24h Spa.
W latach 1997–1998 był kierowcą testowym zespołów Formuły 1 – Arrowsa i Saubera. Później dołączył do zespołu Williams, by testować nowe dla zespołu silniki BMW i opony Michelin. Jednakże Müller nigdy nie został kierowcą Formuły 1.
W latach 1997–2000 jeździł Nissanem w wyścigach prototypów. W roku 1999 na BMW V12 LMR był liderem wyścigu 24h Le Mans.
W latach 2000–2001 był kierowcą zespołu Schnitzer Motorsport w serii ALMS.

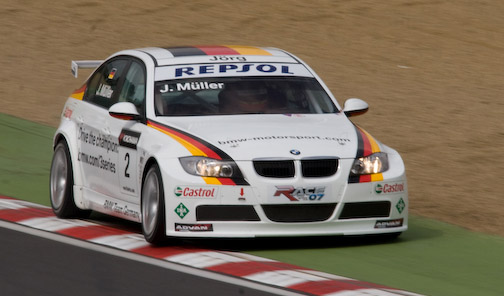
Müller podczas zawodów w Brands Hatch w 2008 roku

W latach 2002–2005 ścigał się BMW E46 w serii ETCC (obecnie WTCC) w zespole Team Deutschland. Od roku 2006 ściga się w tej serii BMW 320si (drugie miejsce w sezonie 2006).
W roku 2004 na BMW M3 GTR V8 wraz z Dirkiem Müllerem, Hansem-Joachimem Stuckiem oraz Pedro Lamym wygrał wyścig o 24h Nürburgring.